# Crossostephium
Crossostephium, monotipski rod glavočika smješten u podtribus Artemisiinae. Jedina vrsta je grm C. chinense, Prirodno se javlja u južnoj Kini, na otocima Ryuku, Tajvanu i Filipinima, gdje raste u blizini obalnih područja na vapnenačkim i koraljnim formacijama. Nekada je klasificiran pod rod Artemisia.

## Sinonimi
- Absinthium chinense (L.) DC.
- Artemisia chinensis L.
- Chrysanthemum artemisioides (Less.) Kitam.
- Crossostephium artemisioides Less.
- Tanacetum chinense (L.) A.Gray ex Maxim.

|  | Zajednički poslužitelj ima još gradiva o temi Crossostephium |
|  | Wikivrste imaju podatke o taksonu Crossostephium             |

- C. chinense, Qingdao, Kina
- C. chinense
- C. chinense